# John Cure
John Cure (született Győrffy-Kiss József, Mátészalka, 1977. október 14. –) álnéven alkotó magyar író, elsősorban misztikus thrillereket és lélektani horrort író magyar szerző.
Bemutatkozó regénye „Hontalan lelkek” címmel, 2007-ben jelent meg, amely az év egyik sikerkönyve lett a horror műfaján belül.[forrás?] Hosszabb kihagyást követően 2015-ben publikálta „A gonosz új arca” című regényt, ami a megjelenést követően hetekig vezette a Bookline „Thriller-horror” kategóriájának sikerlistáját.[forrás?]

## Életrajza
Gyermekkorát igazi nyírségi mezítlábas kisfiúként élte. Tehetsége és vonzalma a művészetek iránt nagyon korán megmutatkozott, ahogy kiváló kommunikációs és szervezőkészsége is. Kamaszkorában alkotó- és kalandvágya, folyamatos tenni akarása sokkal inkább magával ragadta, mint az iskolai tanulmányok. Ennek köszönhetően a középiskolát rövid időre kénytelen volt abbahagyni.
Kalandos és lázadó ifjúságát követően művészeti, diplomáciai és katonai tanulmányokat folytatott. 2001-től néhány évig nagy sikerű nemzetközi rajzfilmek tervezésben működött közre rajzfilm- mozdulattervezőként, majd animációs rendezőként reklámfilmeket is készített. Közel tíz évig hazai és nemzetközi kommunikációs ügynökségek operatív menedzsereként és vezetőjeként dolgozott.
Jelenleg az egyik legnagyobb hazai cégcsoport kommunikációs leányvállalatának és egy információbiztonsági képzéseket nyújtó akadémiának a stratégiai igazgatója. Mindemellett a Magyar Honvédség tartalékos műveleti katonája, a Magyar Rendészettudományi Társaság (MRTT) és a Magyar Hadtudományi Társaság (MHTT) tagja, valamint a Nemzetközi Rendőr Szervezet tiszteletbeli tagja.
Az aktív kikapcsolódást évtizedek óra a küzdősport edzések jelentik számára. 2013 és 2015 között a systema orosz harcművészeti ág egyik magyarországi hivatalos oktatója volt, Debrecenben és Nyíregyházán harcművészeti iskolát indított.
2015-től a Mogul Kiadóval együttműködve új regényeinek publikálásán dolgozik.

## Művei
- Hontalan lelkek (regény, első kiadás 2007, második kiadás 2016, Midia Kiadó)
- Eltemetve (novellák, 2011, MPPT)
- A Gonosz új arca (regény, 2015, Mogul Kiadó)
- A fekete esernyős férfi (regény, 2016, Mogul Kiadó)
- Rekviem egy halott lányért. Hontalan lelkek trilógia, második könyv (regény, 2017, Mogul Kiadó)
- A boszorkány hagyatéka (misztikus thriller, 2018, Enigma Könyvek)
- A lány, akit élve ástak el (A medúza-krónikák első története. Bűnügyi thriller, 2019, Enigma Könyvek)
- A Gonosz új arca. Misztikus thriller; 2. jav. kiad.; Enigma Books, Buj, 2019
- Hontalan lelkek. Hontalan lelkek-trilógia I.; jav., átdolg. kiad.; Álomgyár, Budapest, 2020
- Rekviem egy halott lányért. Hontalan lelkek-trilógia II.; 2. jav., átdolg. kiad.; Álomgyár, Budapest, 2021
- Démonok ivadéka. Hontalan lelkek-trilógia III.; Álomgyár, Budapest, 2021
- A fekete esernyős férfi; jav., átdolg. kiad.; Álomgyár, Budapest, 2021
- A boszorkány hagyatéka; jav. kiad. Megjelenés; Álomgyár, Budapest, 2022